# 劳德希尔
劳德希尔（英語：Lauderhill）是美国佛罗里达州布勞沃德縣下属的一座城市。建立于1959年。面积约为19平方公里（约合7.3平方英里）。根据2010年美国人口普查，该市有人口66,887人。论人口在本州排行第33。